# Геотехника
Геотехника је научно-стручна област, која се бави изучавањем својстава, стања и понашања геолошке средине као и законитости њихових промена под утицајем одређене инжењерске делатности и/или природних процеса. Она се бави условима и начинима побољшања својстава геолошке средине и њиховим прилагођењем конкретним инжењерским захтевима као и проблемима израде разноврсних геотехничких конструкција. Геотехника се изучава на природним (инжењери геологије, смер за геотехнику) и техничким факултетима (инжењери геотехнике).
Термин геотехника је настао пре термина геотехничко инжењерство, и представља кованицу насталу од речи Геа - Земља и техника. Геотехника припада природним и техничким наукама. Геотехника своје корене има у природним наукама, геологији и геолошким дисциплинама. Она тежи да дефинише и објасни геолошке појаве са техничке стране при чему тражи и користи практична инжењерска решења - прави геотехничке моделе и прорачуне. Да би се направио добар геотехнички модел, потребно је познавати историју стварања терена, тј. „живот стенске масе“, њену генезу и процесе који су је довели до стања у каквом је данас како би се одговарајућим геолошким срединама могла приписати одговарајућа геотехничка својства.
У инжењерској геологији под геотехником се подразумева представљање геологије терена у коме се гради и резултата геолошких истраживања и анализа на начин који је разумљив и потребан грађевинским инжењерима за пројектовање грађевинских објеката. При томе пажња се посвећује свим геолошким појавама при одабиру локације, а које могу утицати на објекат током изградње и експлоатације.  Инжењерска геологија, односно, геолошки инжењер на основу морфометријских и хидрогеолошких карактеристика терена, физичко-механичких карактеристика литолошких средина, сеизмодинамичког модела терена и савремених геодинамичких процеса дефинише услове и препоруке, као и оцену повољности за даље просторно планирање и коришћење терена.
Изучавањем терена као подлоге за грађење грађевинских, архитектонских, рударских и других објеката бави се више научних и техничких дисциплина које се скупа зову геотехника.
У геотехничком смислу, инжењер одговарајуће струке, има за задатак да на основу утврђене литолошке грађе терена, стања нивоа подземне воде у терену, морфолошких карактеристика и сеизмодинамичког модела терена, као и изведених одговарајућих геостатичких прорачуна дефинише услове за изградњу грађевинског објекта, као и да дефинише услове за извођење грађевинских радова на ископу и фундирању објекта. Такође, на основу резултата геостатичких прорачуна, циљ геотехнике је дефинисање евентуалних интервентних мелиоративних мера у подтлу и/или одређивање начина и дубине фундирања објекта у циљу стабилности грађевинског објекта.
Основни задаци геотехнике су:
1. да обезбеди подлоге за рационално планирање, пројектовање, извођење и коришћење свих продуката инжењерске делатности,
2. пројектовање и извођење различитих технолошких поступака чији је циљ заштита, побољшање (мелиорација) и прилагођавање терена потребама грађења и експлоатације,
3. пројектовање и извођење геотехничких конструкција.

Да би се остварили задаци врше се геотехничка истраживања. Она обухватају анализу и преглед постојеће документације о терену који се истражује, анализу сателитских и аероснимака, инжењерскогеолошко рекогносцирање и картирање терена, узимање узорака стене, тла и воде и њихове анализе у лабораторијама за петрографију или петрологију, механику стена, механику тла, хемијску анализу. Као подлоге за геотехничка истраживања највише се користе топографске карте, планови и геолошке карте различитих размера.